# Ancienne cathédrale de Linz

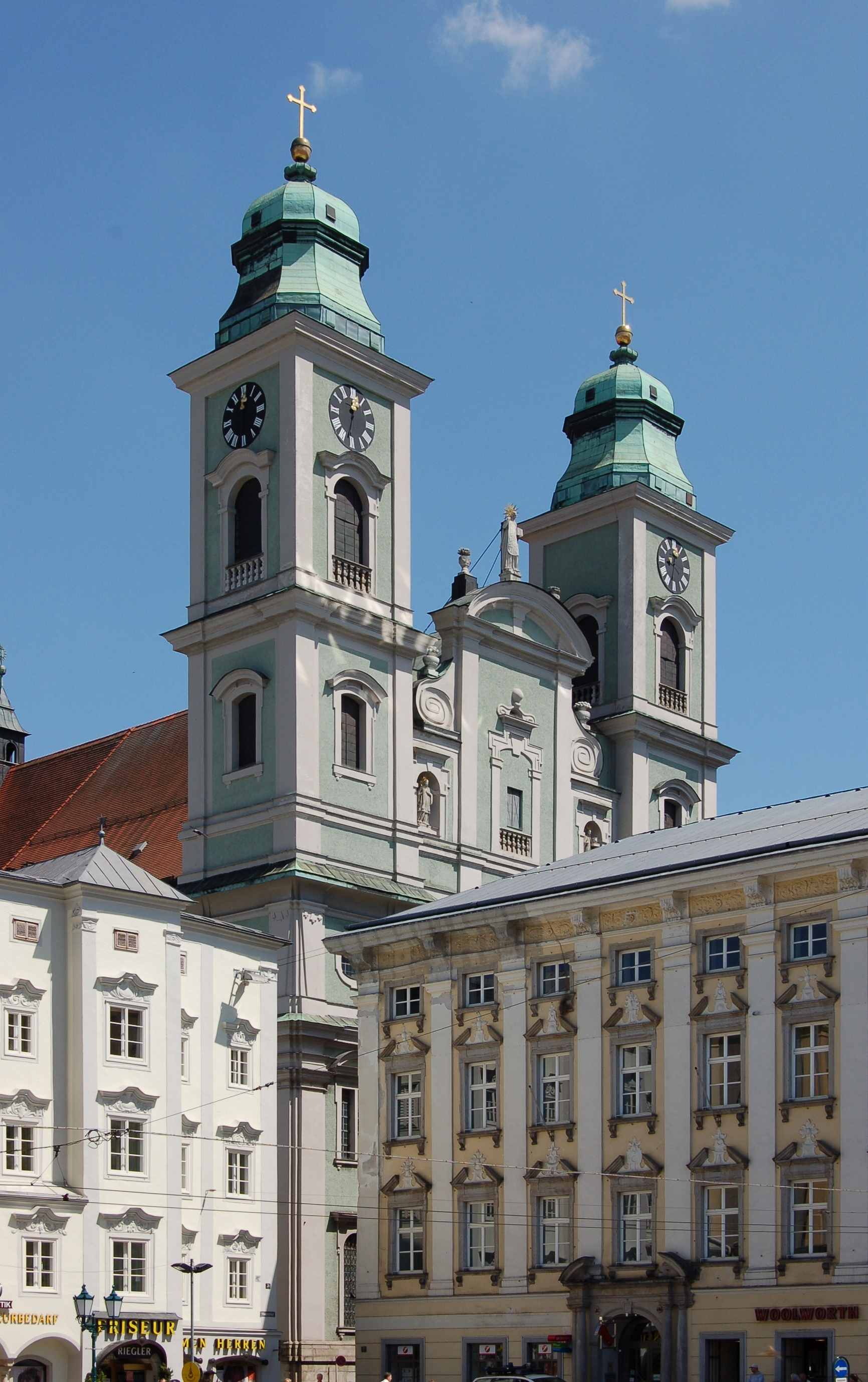
L'ancienne cathédrale, vue de la place principale

La cathédrale Saint-Ignace, connue comme ancienne cathédrale de Linz (en allemand : Linzer Alter Dom) est un édifice religieux catholique de style baroque situé dans le quartier de la mairie de Linz, la capitale de la Haute-Autriche, en Autriche. Construite de 1669 à 1678 comme église du collège jésuite de la ville elle fut choisie comme 'église-cathédrale' en 1785 lorsque Linz fut érigé en diocèse, statut qu'elle perdit en 1909 lorsque la nouvelle cathédrale fut construite. Depuis lors les services pastoraux y sont de nouveau assurés par les Jésuites. L'architecte en est inconnu, mais les plans sont attribués à l'architecte Pietro Francesco Carlone avec l'aide de Carlo Antonio Carlone.  

## Historique

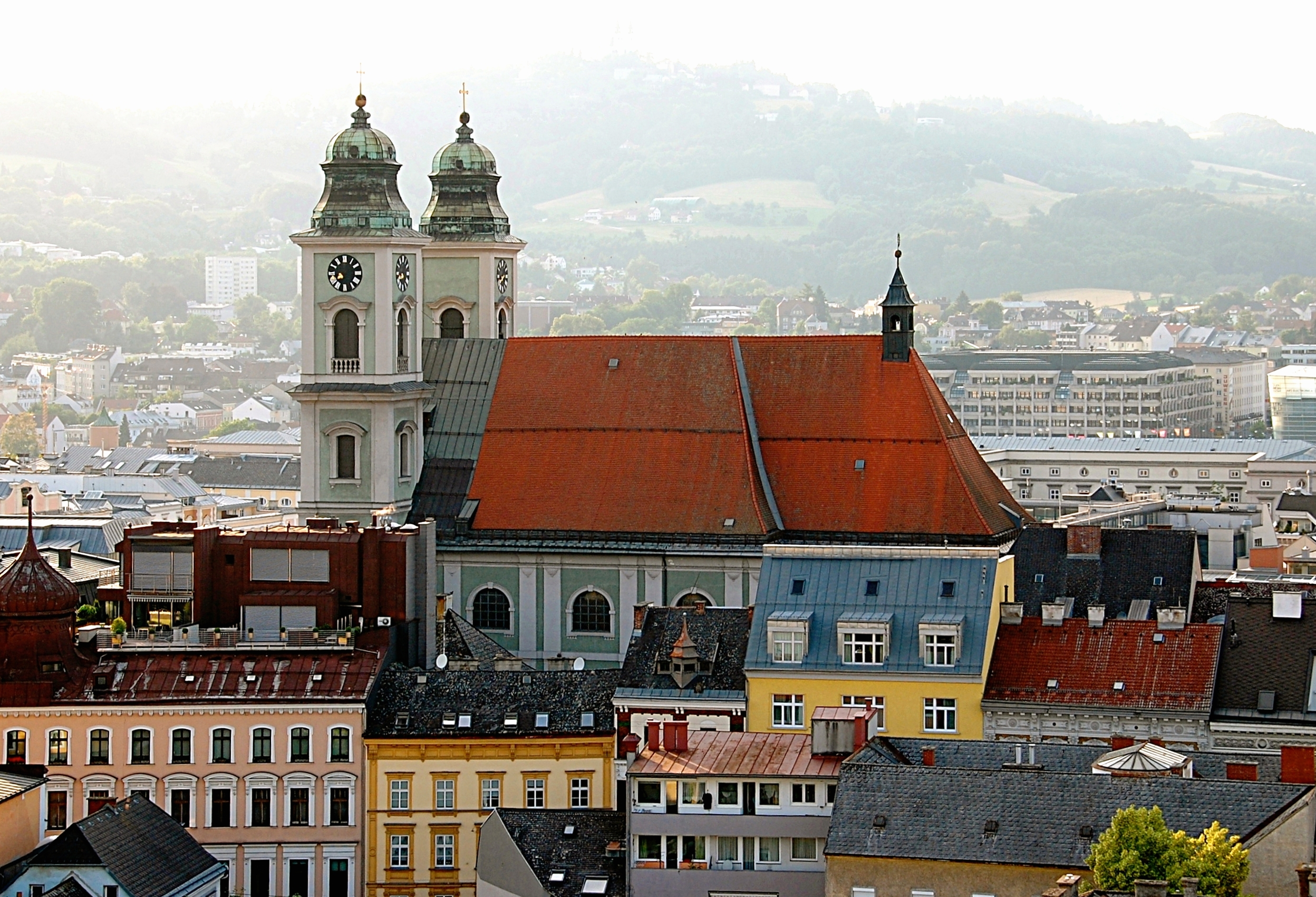
L'ancienne cathédrale, vue sud-est

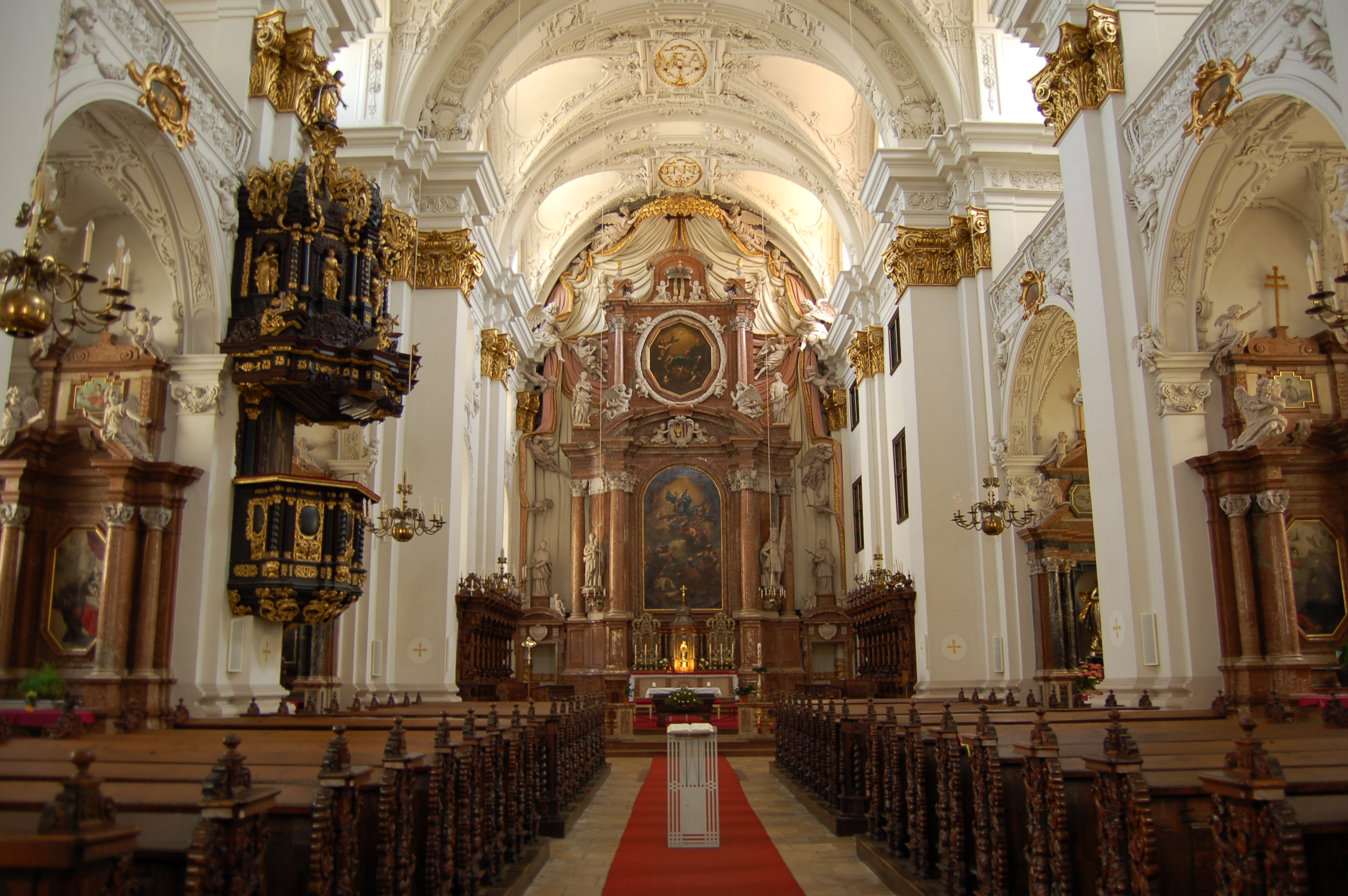
Intérieur

La première pierre du bâtiment - intégré au complexe scolaire du collège de Linz - fut posée en 1669 par David Fuhrman. Consacrée et ouverte au culte en 1678 l'église fut dédiée à saint Ignace de Loyola, fondateur de l'Ordre des Jésuites.
D'une seule nef la cathédrale impressionne par son espace. En accord avec le style architectural baroque, l'intérieur est lumineux et possède des niches de chapelle latérales. Les armoiries des familles comtales Starhemberg, Weissenwolf et Kuefstein se trouvent au-dessus de la porte d'entrée.
En 1773, l'Ordre des Jésuites fut supprimé universellement par le pape Clément XIV. L'église resta sans desservant. L'Empereur Joseph II imposa au diocèse de Passau (1784) de renoncer à leurs paroisses de Haute-Autriche et fonda le diocèse de Linz. Lorsque la confirmation de l'érection du diocèse (par la bulle papale du 28 janvier 1785) fut reçue du pape Pie VI, l'évêque auxiliaire de Passau, Ernest Johann Nepomuk (en), le comte Herberstein, y fut nommé comme 'premier évêque' de Linz et adopta l'église inoccupée comme cathédrale. Elle était mieux placée et était plus grande que l'église paroissiale initialement prévue à cet effet.
Vers la fin du XIXe siècle, la ville de Linz avait tellement grandi qu'il n'y avait plus assez d'espace dans la cathédrale. Mgr Rudigier fait alors construire une nouvelle cathédrale plus grande (aujourd'hui la Nouvelle Cathédrale). Jusqu'en 1909, la 'cathédrale Saint-Ignace' fut l'église cathédrale officielle de Linz. Depuis lors elle est connue comme 'ancienne cathédrale de Linz' (la Liner Alter Dom).

## Architecture

### Maître-autel

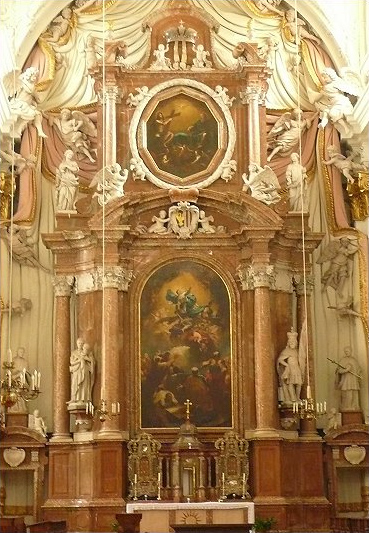
Maître-autel

Le maître-autel  est un chef-d'œuvre de Giovanni Battista Colombo et Giovanni Battista Baberini. Le retable illustre l'Assomption de Marie au ciel. À l'origine, il s'y trouvait un tableau représentant saint Ignace. Cependant, cette image fut remplacée par l'image de Marie. Elle provient à l'origine de la Schwarzspanierkirche à Vienne.

### Stalles de chœur
Les stalles du chœur proviennent de l'abbaye de Garsten. Mgr Rudigier les acquiert car celles existantes lui semblaient trop simples pour lui. Les stalles du chœur arrivaient par eau jusqu'à Mauthausen, puis à cheval jusqu'à Linz.

### Chaire de vérité
La chaire de vérité avec son abat-voix extrêmement élaboré mérite une attention particulière. Aux quatre coins il y a des cosses d'anges, puis les quatre évangélistes. Au milieu se trouve Jésus avec le globe comme héraut de l'Évangile. La conclusion est la statue de saint Jean-Baptiste.

### Orgue Bruckner

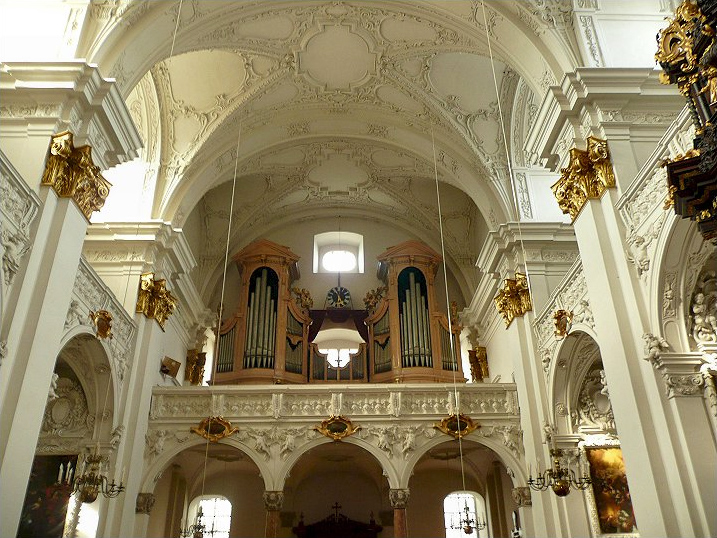
Orgue Bruckner

L'orgue de Linz Bruckner est un orgue monumental exceptionnel à plusieurs égards : de par sa qualité, sa parenté avec Anton Bruckner, sa taille et son état de conservation. Il a été réalisé en 1768-1770 par Franz Xaver Chrismann pour la collégiale d'Engelszell. Après la sécularisation du monastère, il fut chargé d'expédier l'instrument à Linz afin de l'installer dans un buffet d'orgue nouvellement conçu dans l'église cathédrale récemment inaugurée ,. Les travaux sur l'orgue de Franz Xaver Krismann ont duré jusqu'en 1795 . Lors des travaux de rénovation et de reconstruction à l'intérieur de la cathédrale de 1853 à 1857, l'orgue est à nouveau complètement démonté, le sol de la tribune étant à nouveau légèrement surélevé  ; Anton Bruckner, qui fut l'organiste de la cathédrale de 1856 à 1868, la fit progressivement réaménager selon ses souhaits. Les travaux menés par Josef Breinbauer durent jusqu'en 1867. L'orgue à glissières, conservé dans son état d'origine, comporte 32 registres sur trois claviers manuels et un pédalier, les actions de jeu et de registre sont mécaniques. En 2016, il a été restauré par Kuhn ,.

### Sépultures
Dans l'ancienne cathédrale se trouve la sépulture de Marie-Elisabeth de Habsbourg, fille de Marie-Thérèse. De même, tous les Jésuites décédés avant la dissolution de l'Ordre (1773) y sont enterrés. Aujourd'hui encore, l'ancienne cathédrale est à nouveau le lieu de sépulture des Jésuites de la cathédrale et du 'collège Aloisianum' de Freinberg. Les évêques de Linz, décédés entre 1785 et 1924, furent également enterrés dans l'ancienne cathédrale. Cependant leurs restes furent transférés dans la nouvelle cathédrale après l'achèvement de celle-ci.